# Кулеє (Сілезьке воєводство)
Кулеє (пол. Kuleje) — село в Польщі, у гміні Вренчиця-Велька Клобуцького повіту Сілезького воєводства.
Населення — 671 особа (2011).

## Демографія
Демографічна структура станом на 31 березня 2011 року:
|          | Загалом | Допрацездатний вік | Працездатний вік | Постпрацездатний вік |
| -------- | ------- | ------------------ | ---------------- | -------------------- |
| Чоловіки | 334     | 55                 | 231              | 48                   |
| Жінки    | 337     | 55                 | 178              | 104                  |
| Разом    | 671     | 110                | 409              | 152                  |